# Mission impossible : Protocole Fantôme
Pour les articles homonymes, voir Mission impossible et Mi-4.
Série Mission impossible
Mission impossible 3
(2006) Mission impossible : Rogue Nation
(2015)
Pour plus de détails, voir Fiche technique et Distribution.
Mission impossible : Protocole Fantôme (Mission: Impossible - Ghost Protocol) est un film américain réalisé par Brad Bird et sorti en 2011. C'est le quatrième opus de la saga cinématographique inspirée de la série télévisée Mission impossible.
Le film reçoit des critiques globalement positives et est plébiscité notamment pour les séquences d'action, la performance de Tom Cruise ainsi que la mise en scène de Brad Bird, qui signe ici son premier long métrage en prise de vues réelles. Le film engrange 694 millions de dollars de recettes mondiales au box-office et est le cinquième film le plus rentable de 2011. Jusqu'à la sortie de la sortie du 6e opus, Mission impossible : Fallout (2018), il sera le film le plus lucratif de la franchise.

## Synopsis

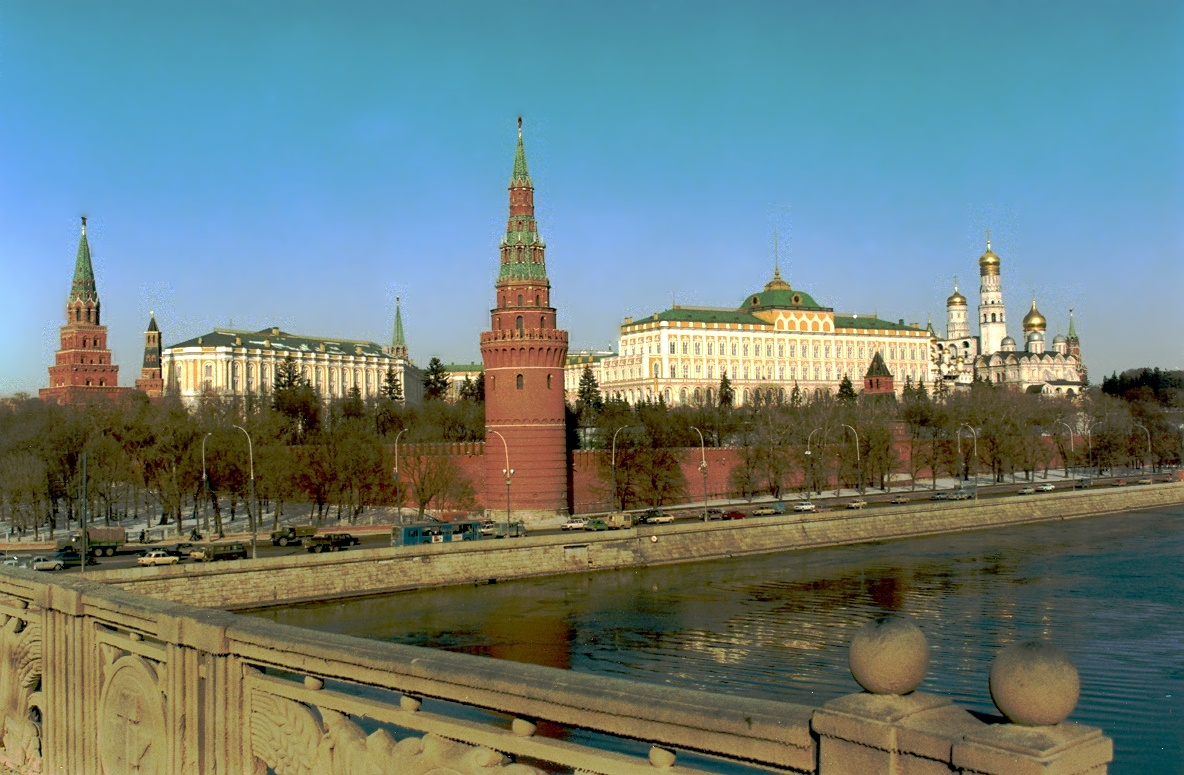
Le Kremlin et la Moskova, avec la tour Vodovzodnaïa au centre.

Lors d'une mission à Budapest, l'agent Hanaway (Josh Holloway) de l'unité IMF (Impossible Mission Force) est tué par la tueuse à gages Sabine Moreau (Léa Seydoux), qui récupère les codes de lancement d'une ogive nucléaire. Les membres de l'unité restante composée de Benjamin Dunn (Simon Pegg) et Jane Carter (Paula Patton) partent alors récupérer l'agent Ethan Hunt (Tom Cruise), alors en détention dans une prison de Moscou pour une raison inconnue. L'évasion est un succès, malgré la décision de Hunt de faire évader l'un des détenus, Bogdan (Miraj Grbić), qui détient de précieuses informations. À peine libéré, Hunt se voit chargé d'une mission : infiltrer au plus vite les archives du Kremlin pour récupérer le dossier de Cobalt, le terroriste qui a engagé Moreau.
L'infiltration est un succès mais le dossier de Cobalt a disparu. Au même moment, un homme inconnu (Michael Nyqvist) également infiltré pirate la fréquence radio des agents IMF et se dit prêt à déclencher l'explosion. Ethan le poursuit alors qu'il sort du bâtiment avec une valise avant de déclencher une bombe qui détruit la partie nord du Kremlin. Ayant été assommé par l'explosion, Ethan Hunt se réveille dans un hôpital de Moscou, enchaîné à son lit : il s'en sort avec des blessures légères mais il est démasqué et accusé par Sidorov (Vladimir Machkov), un agent fédéral russe, d'avoir commandité l'attentat.
Hunt parvient à s'évader et tente de quitter le pays, mais c'est le ministre de la défense (Tom Wilkinson), alors en visite amicale en Russie, qui le retrouve et qui lui explique la situation: parce que des agents américains sont accusés d'avoir fait exploser le Kremlin, le président des États-Unis a déclenché le « Protocole Fantôme ». Ainsi, toute l'agence IMF est officiellement désavouée et démantelée : Hunt doit arrêter Cobalt comme prévu mais à présent sans plus pouvoir bénéficier du soutien ni des moyens du gouvernement américain. La voiture du ministre est soudainement attaquée par des tireurs embusqués et celui-ci est abattu, la voiture tombant dans le fleuve qu'elle longeait. Hunt parvient malgré tout à survivre à l'accident et à échapper aux policiers avec William Brandt (Jeremy Renner), l'analyste qui a identifié l'homme du Kremlin comme étant Kurt Hendricks, un scientifique suédois qui envisage de déclencher une guerre nucléaire totale. Désormais isolés et recherchés, Hunt, Dunn, Carter et Brandt sont chargés d'arrêter Hendricks, alias Cobalt.

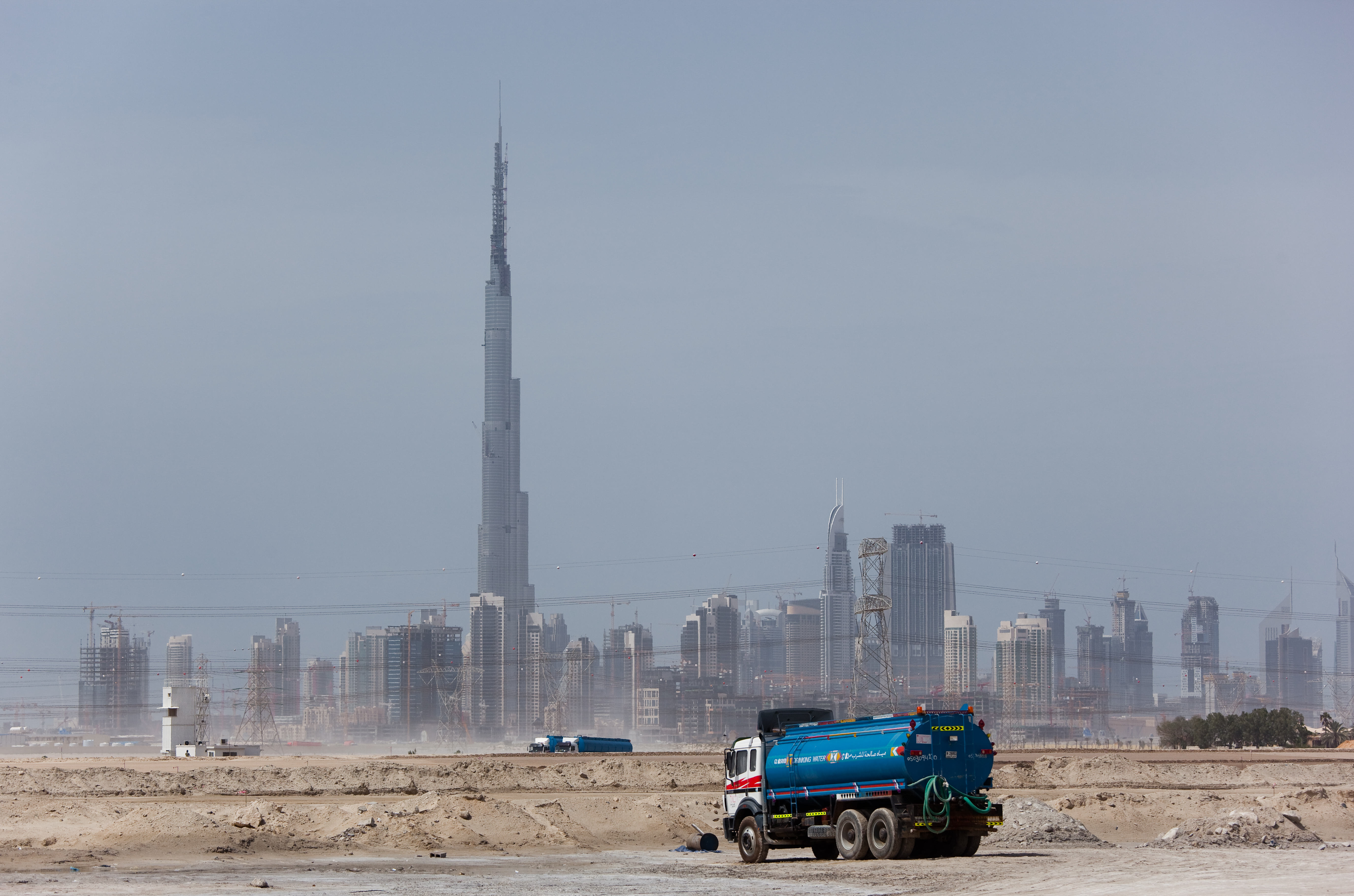
La tour Burj Khalifa.

Les quatre agents partent pour la Burj Khalifa de Dubaï, où le marchandage des codes entre Moreau et Wiström (homme de main de Hendricks) (Samuli Edelmann (en)) doit avoir lieu. Pour préparer leur opération, Dunn organise l'échange des numéros des chambres pendant que Hunt se voit contraint d'escalader les façades extérieures de l'hôtel pour pouvoir pirater les serveurs informatiques de l'hôtel dont la protection est de niveau militaire. Le plan consiste à donner de faux codes à Hendricks en leur faisant croire qu'ils ont Moreau en face d'eux; et en faisant croire à Moreau qu'elle parle à Wiström. Mais les complications surviennent quand Wiström apparaît avec Leonid Lisenker (Ivan Shvedoff (en)), le cryptologue polonais qui a restructuré la sécurité nucléaire russe, afin d'authentifier les codes de lancement, contraignant Hunt à prendre le risque de donner les véritables codes. Les négociations ont lieu dans les deux chambres et tout se passe bien jusqu'à ce que Moreau repère Brandt et tente de le tuer. Pendant ce temps, Wiström, qui a obtenu les codes, abat le cryptologue avant de fuir. Hunt le poursuit, malgré la tempête de sable qui s'est levée et Sidorov à ses trousses. Wiström, en réalité Hendricks masqué, parvient à fuir avec les codes, et Moreau est tuée par Carter autant pour se défendre que pour venger la mort de Hanaway, son amant. L'opération est donc un échec: Hendriks a les codes de lancement et une mallette nucléaire, il ne lui manque qu'un satellite pour transmettre l'ordre de frappe.
L'incident dans la chambre avec Moreau fait peser des soupçons sur l'agent Brandt, qui a montré des capacités d'agent de terrain, mais celui-ci ne veut pas s'expliquer devant Ethan Hunt, qui part retrouver un marchand d'armes clandestin grâce à Bogdan. Pendant ce temps, Brandt explique à Dunn et Carter comment il est passé d'agent de terrain à analyste : il devait surveiller et protéger un couple en Croatie, mais alors qu'il a choisi de surveiller le mari, la femme a été enlevée et tuée. Le veuf a alors tué six terroristes serbes soupçonnés du meurtre avant d'être arrêté. Cet homme était en fait Ethan Hunt, qui avait épousé Julia. Désavoué, Hunt a fini dans une prison russe après avoir tué les assassins de sa femme.

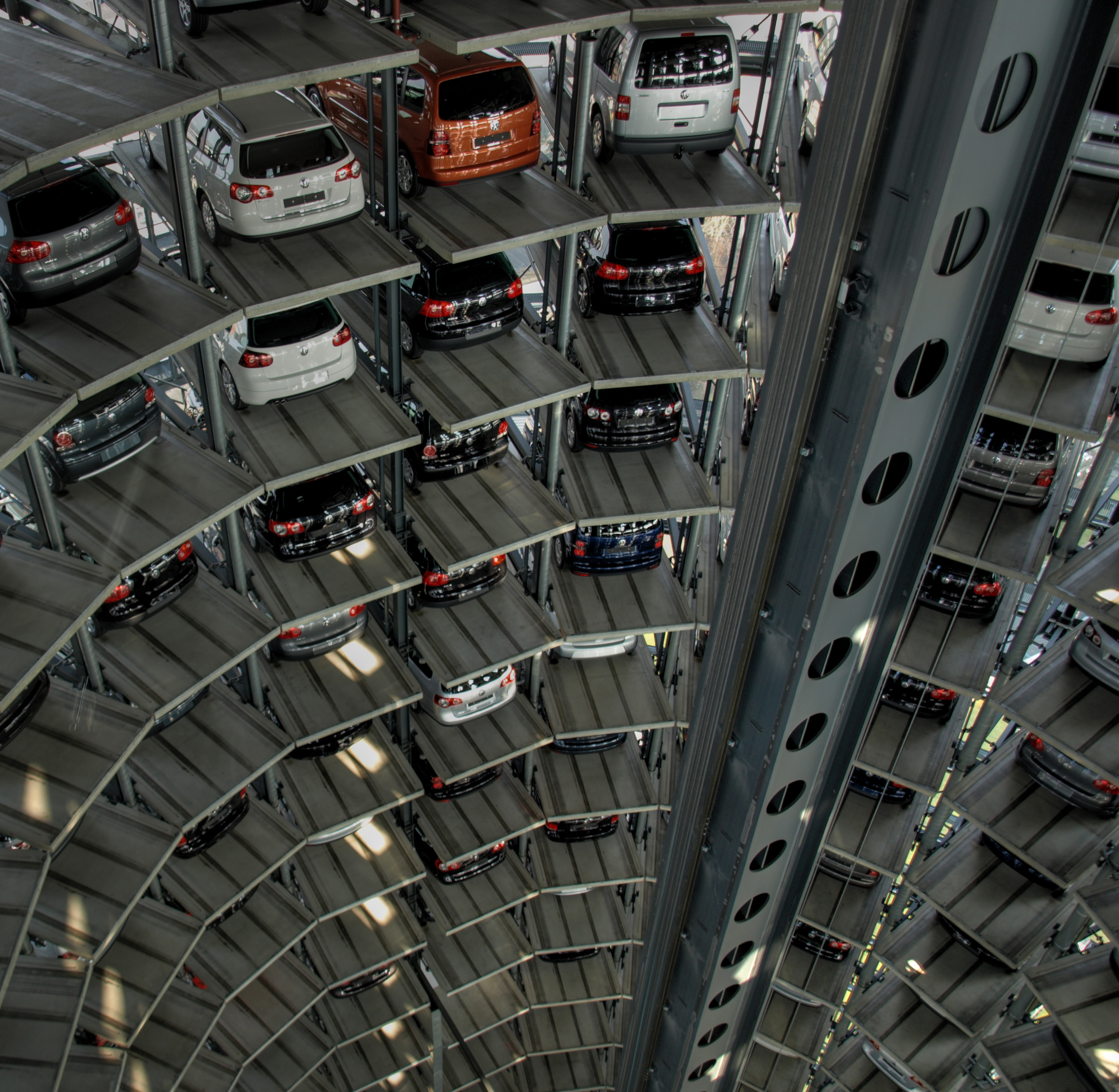
Tour de stockage de l'Autostadt à Wolfsburg, qui inspire le décor de la bataille à Bombay.

Le trafiquant d'armes donne à Ethan Hunt les informations qu'il cherchait : la Russie a vendu à Brij Nath (Anil Kapoor), magnat des médias et playboy indien, un ancien satellite militaire soviétique capable de relayer un ordre de lancement nucléaire. Les agents de l'IMF partent donc pour Bombay où ils vont tenter de pirater les serveurs informatiques de Nath. Carter est chargé de le séduire puis de lui prendre les codes, pendant que Brandt accède aux serveurs. Mais ils arrivent trop tard : quand ils ont le code, Hendricks pirate le réseau de Nath et déclenche le tir du missile vers San Francisco. Alors que le missile suit sa trajectoire à grande vitesse vers sa cible, Hunt poursuit Hendricks à travers la ville pour annuler l'explosion de l'ogive nucléaire. Les agents parviennent in extremis à annuler la frappe, et l'ogive neutralisée tombe dans la baie de San Francisco, où elle sera récupérée par Luther Stickell (Ving Rhames). Sidorov, prévenu par le trafiquant d'arme, arrive pour capturer Hunt et découvre la mallette nucléaire. Il comprend que Hunt s'est arrangé pour le prévenir de sa présence à Dubai, et accepte d'aider les agents.
À Seattle, les agents reçoivent de Hunt leurs nouvelles missions, mais Brandt refuse, se sentant responsable de la mort de Julia. Hunt lui révèle alors la vérité, que seuls lui et le ministre de la défense connaissaient : Julia n'est pas morte, et cette opération était un coup monté pour assurer la protection de Julia et obtenir des informations sur Cobalt. Brandt, touché de voir la confiance que lui accorde Hunt, accepte la nouvelle mission. Cette mission concerne une organisation mystérieuse, le Syndicat.

## Fiche technique
Sauf indication contraire, les informations mentionnées dans cette section peuvent être confirmées par les bases de données cinématographiques IMDb et Allociné,  présentes dans la section « Liens externes ».
- Titre original : Mission: Impossible – Ghost Protocol
- Titre français et québécois : Mission : Impossible - Protocole Fantôme[1]
- Réalisation : Brad Bird
- Scénario : Josh Appelbaum et André Nemec, d'après la série télévisée Mission impossible de Bruce Geller
- Musique : Michael Giacchino (thème original composé par Lalo Schifrin)
  - Orchestration : Tim Simonec
  - Montage musical : Michael K. Bauer, Alex Levy et Tommy Lockett
- Direction artistique : Michael Diner, Helen Jarvis, Christa Munro, Mark. C. Stephen, Michael Turner, Martin Vackár et Grant Van Der Slagt
  - Direction artistique (Dubaï) : Jason T. Clark et Mark Zuelzke
- Décors : James D. Bissell (Jim Bissell), Rosemary Brandenburg, Andronico Del Rosario et Elizabeth Wilcox
- Costumes : Michael Kaplan
- Maquillage : Monica Huppert
- Coiffure : Anne Carroll
- Photographie : Robert Elswit
- Son : Andy Nelson, Juan Peralta, Gary Rydstrom
- Montage : Paul Hirsch
- Production : J. J. Abrams, Bryan Burk et Tom Cruise
  - Production (Russie) : Yuriy Sapronov et Evgeny Savostiyanov
  - Production exécutive (Inde) : Tabrez Noorani
  - Production déléguée : Jeffrey Chernov, David Ellison, Dana Goldberg et Paul Schwake
  - Production associée : Ben Rosenblatt
  - Production associée (Inde) : Pravesh Sahni
  - Coproduction : Josh Appelbaum, Tommy Harper, André Nemec et Tom C. Peitzman
  - Coproduction (Tchéquie) : David Minkowski et Matthew Stillman
  - Producteur consultant : Luca Paracels
  - Producteur facilitateur (Émirats arabes unis) : Tim Smythe
- Sociétés de production[2] :
  - États-Unis : TC Productions et Bad Robot Productions, présenté par Paramount Pictures et Skydance Media
  - Émirats arabes unis : en collaboration avec FilmWorks
- Sociétés de distribution : Paramount Pictures (États-Unis, Canada, France) ; United International Pictures (Émirats arabes unis, Belgique, Suisse)
- Budget : 145 millions de dollars[3],[4]
- Pays de production :  États-Unis[5],[N 1]
- Langues originales : anglais, russe, français, arabe, suédois
- Format[6] : couleur (DeLuxe / Technicolor) - 35 mm / Digital - 1,78:1 / 2,39:1 (Cinémascope) - son Dolby Digital / SDDS / Datasat / Dolby Surround 7.1
- Format (version IMAX) : couleur (DeLuxe / Technicolor) - 70 mm / Digital - 1,43:1 / 1,90:1 - Son IMAX 6-Track
- Genre : action, aventure, thriller, espionnage
- Durée : 132 minutes
- Dates de sortie[7] :
  - Émirats arabes unis : 7 décembre 2011 (Festival international du film de Dubaï)
  - États-Unis : 11 décembre 2011 (Austin Butt-Numb-A-Thon), 16 décembre 2011 (version IMAX), 21 décembre 2011 (sortie nationale)
  - France, Belgique, Suisse romande : 14 décembre 2011[8],[9],[10]
  - Canada, Québec : 15 décembre 2011[1] ; 16 décembre 2011 (version IMAX), 21 décembre 2011 (sortie nationale)
- Classification[11] :
  - États-Unis : accord parental recommandé, film déconseillé aux moins de 13 ans (PG-13 - Parents Strongly Cautioned)[N 2]
  - Émirats arabes unis : les personnes de moins de 15 ans sont autorisées sous la surveillance d'un adulte (PG15)
  - France : tous publics[12]
  - Belgique : tous publics (Alle Leeftijden)[9]
  - Suisse romande : interdit aux moins de 12 ans[13]
  - Québec : 13 ans et plus (violence) (13+ / 13 years and over)[1]

## Distribution
- Tom Cruise (VF : Jean-Philippe Puymartin ; VQ : Gilbert Lachance) : Ethan Hunt
- Jeremy Renner (VF : Jérôme Pauwels ; VQ : Jean-François Beaupré) : William Brandt
- Simon Pegg (VF : Cédric Dumond ; VQ : Frédéric Desager) : Benji Dunn
- Paula Patton (VF : Laura Blanc ; VQ : Pascale Montreuil) : Jane Carter

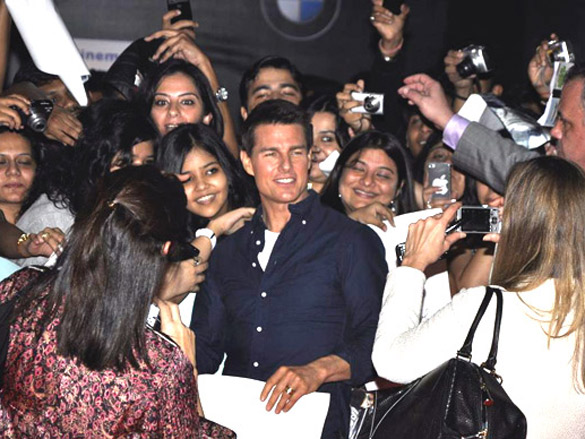
Tom Cruise, à l'avant-première indienne de Mission Impossible : Ghost Protocol, à Bombay.

- Michael Nyqvist (VF : Gabriel Le Doze ; VQ : Thiéry Dubé) : Kurt Hendricks / Cobalt
- Vladimir Machkov (VF : Michel Vigné ; VQ : Denis Roy) : Anatoly Sidorov
- Samuli Edelmann (VF : Luc Boulad ; VQ : Mario Desmarais) : Marius Wistrom
- Ivan Shvedoff (VF : Bertrand Liebert ; VQ : Jean-François Blanchard) : Leonid Lisenker
- Josh Holloway (VF : Arnaud Arbessier ; VQ : Patrick Chouinard) : Trevor Hanaway
- Anil Kapoor (VF : Stéphane Bierry ; VQ : Benoît Gouin) : Brij Nath
- Léa Seydoux (VF : elle-même) : Sabine Moreau
- Pavel Kriz : Marek Stefanski
- Miraj Grbić (VF : Damien Boisseau ; VQ : Marc-André Bélanger) : Bogdan
- Ilia Volok (VF : Lionel Tua ; VQ : Stéphane Rivard) : The Fog
- Andrej Bestcastnyj : le major Egorov
- Andreas Wisniewski : le contact de The Fog
- Tom Wilkinson (VF : Jean-Yves Chatelais ; VQ : Guy Nadon) : le ministre de la Défense (non crédité)
- Ving Rhames (VF : Saïd Amadis ; VQ : Yves Corbeil) : Luther Stickell (caméo, non crédité)
- Michelle Monaghan : Julia Hunt (caméo, non créditée)

 Source et légende : version française (VF) sur RS Doublage et AlloDoublage, Version québécoise (VQ) sur AlloDoublage

## Production

### Développement
Le film a été initialement annoncé sous le titre Mission: Impossible - Aries au début de la pré-production,. Tom Cruise veut collaborer avec Brad Bird sur un film en prise de vues réelles après la sortie des Indestructibles. Bird accepte la proposition de J. J. Abrams de réaliser un Mission impossible à la suite des retards de développement sur son projet d'adaptation du roman 1906. Christopher McQuarrie et Damon Lindelof ont retouché le scénario, y compris pendant le tournage pour changer la fin. Bien qu'Ethan Hunt soit le héros de la franchise, Bird tient à rehausser l'importance de son équipe, et à développer les rôles secondaires. Il a également l'idée que le Syndicat, une organisation de la série originale, soit mentionné à la fin du film.

### Attribution des rôles

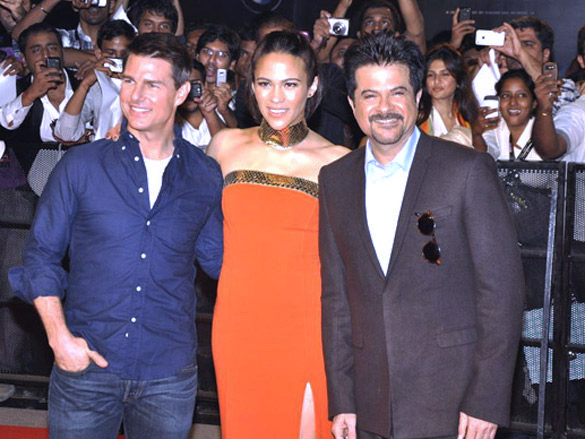
Tom Cruise Paula Patton et Anil Kapoor à l'avant-première indienne de Mission Impossible : Ghost Protocol.

Pour ce quatrième opus, Tom Cruise reprend le rôle d'Ethan Hunt, de même que Simon Pegg, qui interprète pour la seconde fois le personnage de Benji Dunn, tandis que d'autres acteurs font leurs débuts dans la saga cinématographique débutée en 1996 : Paula Patton, connue notamment grâce aux films Déjà vu et Precious, est choisie pour le rôle de Jane Carter, au détriment d'autres actrices pressenties comme Kristin Kreuk et Lauren German. Quant à Jeremy Renner, révélé par Démineurs et The Town, il est engagé pour le rôle de William Brandt, spécifiquement créé pour pallier un éventuel départ de Cruise, à la suite d'une rencontre avec J. J. Abrams après que Chris Pine, Tom Hardy, Anthony Mackie, Christopher Egan ou encore Kevin Zegers ont été approchés.
À noter que Ving Rhames (Luther dans les trois précédents volets) et Michelle Monaghan (Julia dans le troisième volet) font une apparition.

### Tournage
Le tournage a débuté le 30 septembre 2010. Des photos de Tom Cruise habillé en officier russe ont alors fuité sur Internet. Il s'est déroulé à Dubaï, Prague et Vancouver. Le tournage de Mission : Impossible - Protocole Fantôme s'est achevé en mars 2011.

### Musique
Albums de Michael Giacchino
Bienvenue à Monte-Carlo
(2011) John Carter
(2012)
Bandes originales de Mission impossible
Mission impossible 3
(2006) Mission impossible : Rogue Nation
(2015)
La musique du film est composée par Michael Giacchino, qui avait déjà réalisé celle de Mission impossible 3.
| 1.  | Give Her My Budapest                                                                         | 1:57 |
| 2.  | Light the Fuse (Contient le Mission: Impossible Theme de Lalo Schifrin)                      | 2:01 |
| 3.  | Knife to a Gun Fight                                                                         | 3:42 |
| 4.  | In Russia, Phone Dials You (Contient le Mission: Impossible Theme et The Plot Lalo Schifrin) | 1:40 |
| 5.  | Kremlin with Anticipation (Contient le Mission: Impossible Theme et The Plot Lalo Schifrin)  | 4:12 |
| 6.  | From Russia with Shove (Contient le Mission: Impossible Theme de Lalo Schifrin)              | 3:37 |
| 7.  | Ghost Protocol (Contient le Mission: Impossible Theme de Lalo Schifrin)                      | 4:58 |
| 8.  | Railcar Rundown (Contient le Mission: Impossible Theme de Lalo Schifrin)                     | 1:11 |
| 9.  | Hendricks' Manifesto (Contient le Mission: Impossible Theme de Lalo Schifrin)                | 3:17 |
| 10. | A Man, A Plan, A Code, Dubai (Contient le Mission: Impossible Theme de Lalo Schifrin)        | 2:44 |
| 11. | Love the Glove (Contient le Mission: Impossible Theme de Lalo Schifrin)                      | 3:44 |
| 12. | The Express Elevator (Contient le Mission: Impossible Theme de Lalo Schifrin)                | 2:31 |
| 13. | Mission Impersonatable                                                                       | 3:55 |
| 14. | Moreau Trouble Than She's Worth                                                              | 6:44 |
| 15. | Out for a Run                                                                                | 3:54 |
| 16. | Eye of the Wistrom                                                                           | 1:05 |
| 17. | Mood India (Contient le Mission: Impossible Theme de Lalo Schifrin)                          | 4:28 |
| 18. | Mumbai's the Word                                                                            | 7:14 |
| 19. | Launch Is on Hendricks                                                                       | 2:22 |
| 20. | World's Worst Parking Valet (Contient le Mission: Impossible Theme de Lalo Schifrin)         | 5:03 |
| 21. | Putting the Miss in Mission (Contient le Mission: Impossible Theme de Lalo Schifrin)         | 5:19 |
| 22. | Mission: Impossible Theme (Out with a Bang Version)                                          | 0:53 |

## Accueil

### Critiques
Sur l'agrégateur américain Rotten Tomatoes, le film reçoit 93 % d'opinions favorables pour 227 critiques recensées. Sur Metacritic, il obtient la note de 73⁄100 pour 38 critiques. Roger Ebert du Chicago Sun-Times donne la note 3.5⁄5 et parle d'« un énorme thriller avec des séquences d'action qui fonctionnent avec une sorte de poésie de l'action ».
En France, le film obtient une note moyenne de 3.8⁄5 sur le site AlloCiné, pour 26 titres de presse recensés. Dans Excessif, Nicolas Schiavi écrit que le film « est le plus captivant des quatre volets de la franchise, le plus inventif visuellement (...) pour une intrigue pleine de surprises ». Stéphanie Belpêche du Journal du dimanche apprécie un « scénario qui fourmille d'idées et d'humour » ainsi qu'une « mise en scène ébouriffante ». Dans Charlie Hebdo, Jean-Baptiste Thoret écrit que « ce quatrième épisode réactualise les grands thèmes de la série (...) en lui injectant le sang infantile et vivifiant des bonnes images animées ». Pour Jérémie Couston de Télérama, c'est « du pur espionnage à l'ancienne, à la James Bond, à la limite de la guerre froide ». Du côté des critiques plutôt négatives, celle du site FilmsActu déplore un film « sans âme » même s'il « donne au spectateur ce qu'il est venu chercher ». Pour Florence Colombani du Point, le film respecte le cahier des charges du genre (« séquences d'action réussies et [un] rythme étourdissant ») mais remarque « la légère lassitude qui pointe chez Tom Cruise, plus tellement convaincant en héros d'action ».

### Box-office
| Pays ou région            | Box-office                                     | Date d'arrêt du box-office | Nombre de semaines |
| ------------------------- | ---------------------------------------------- | -------------------------- | ------------------ |
| États-Unis (1er week-end) | 13 385 204 $                                   | du 15 au 18 décembre 2011  | -                  |
| États-Unis Canada         | 209 397 903 $                                  | 12 avril 2012              | 17                 |
| États-Unis                | 26 392 000 entrées (Approx.)                   | -                          | -                  |
| Émirats arabes unis       | 6 402 039 $                                    | 22 avril 2012              | 19                 |
| Tchéquie                  | 522 658 $                                      | -                          | -                  |
| France Paris              | 20 133 828 $ 2 415 036 entrées 257 942 entrées | 29 janvier 2012            | 7                  |
| Total hors États-Unis     | 485 315 477 $                                  | 12 avril 2012              | 12                 |
| Total mondial             | 694 713 380 $                                  | 12 avril 2012              | 12                 |

## Distinctions
Source : Internet Movie Database et Allociné

### Récompenses

#### 2011
- Golden Schmoes Awards : Golden Schmoes de la meilleure séquence d'action de l'année pour l'escalade du bâtiment de Dubaï

#### 2012
- Academy of Science Fiction, Fantasy and Horror Films - Saturn Awards :
  - Saturn Award du meilleur film d'action ou d'aventure
  - Saturn Award du meilleur montage pour Paul Hirsch
- ASCAP Film and Television Music Awards : ASCAP Award des compositeurs du meilleur film au box-office pour Michael Giacchino
- World Stunt Awards : Taurus Award du coup le plus dur pour Casey O'Neill

### Nominations

#### 2011
- Golden Schmoes Awards :
  - Meilleur réalisateur de l'année pour Brad Bird
  - Personnage le plus cool de l'année Ethan Hunt
  - Meilleure bande-annonce de l'année
  - Scène la plus mémorable d'un film séquence de l'escalade du bâtiment de Dubaï
  - Meilleurs S&C de l'année pour Paula Patton
- IGN Summer Movie Awards : meilleur film d'action

#### 2012
- Academy of Science Fiction, Fantasy and Horror Films - Saturn Awards :
  - Meilleure réalisation pour Brad Bird
  - Meilleur acteur pour Tom Cruise
  - Meilleure actrice dans un second rôle pour Paula Patton
  - Meilleure musique pour Michael Giacchino
- Alliance of Women Film Journalists : Kick Ass Award de la meilleure actrice de film d'action pour Paula Patton
- Golden Trailer Awards :
  - Meilleure bande-annonce d'un film d’action pour Paramount Pictures et The AV Squad ("Trailer 1")
  - Meilleur spot télévisé de film d'action pour Paramount Pictures et The AV Squad ("Harder")
  - Meilleurs graphismes dans un spot télévisé pour Paramount Pictures et The AV Squad ("Masthead:15")
- International Film Music Critics Award (IFMCA) : meilleure musique originale pour un film d'action / aventure / thriller pour Michael Giacchino
- Kids' Choice Awards : "dur à cuire" préféré pour Tom Cruise
- Motion Picture Sound Editors : meilleur montage sonore - effets sonores et bruitages dans un film pour Dustin Cawood, Teresa Eckton, Will Files, Ken Fischer, Pascal Garneau, Luke Dunn Gielmuda, Richard Hymns, Gary Rydstrom, Dennie Thorpe et Jana Vance
- MovieGuide Awards : meilleur film pour un public mature
- MTV Movie & TV Awards :
  - Meilleure performance qui "déchire les tripes" pour Tom Cruise
  - Meilleur combat pour Tom Cruise et Michael Nyqvist (Ethan Hunt contre Kurt Hendricks)
- Online Film and Television Association :
  - Meilleurs effets visuels pour John Knoll, Russell Earl, Matthew Gratzner et Sébastien Moreau
  - Meilleure séquence de titres
  - Moment le plus cinématographique pour l'escalade du Burj Khalifa
- Rembrandt Awards :
  - Meilleur film étranger
  - Meilleur acteur étranger pour Tom Cruise
- Teen Choice Awards :
  - Meilleur film d'action
  - Meilleure actrice de film d'action pour Paula Patton
  - Meilleur acteur de film d'action pour Tom Cruise
- Visual Effects Society Awards : meilleures maquettes dans un film pour John Goodson, Russell Paul, Victor Schutz et Kristian Pedlow pour la séquence du parking du garage
- World Stunt Awards :
  - Meilleur coordinateur des cascades et/ou réalisateur de la 2e équipe pour Dan Bradley, Pavel Cajzl, Gregg Smrz, Russell Solberg et Owen Walstrom

## Éditions en vidéo
- En France, le film Mission : Impossible - Protocole Fantôme est sorti en DVD[39], Combo Blu-ray + DVD + Copie digitale[40] ainsi que dans une édition limitée SteelBook Blu-ray + DVD[41] le 9 mai 2012.

Le film est également sorti en VOD le 14 octobre 2016.
À la suite des évolutions techniques afin d'améliorer la qualité d'image et de sons, le film sort en 4K Ultra HD + Blu-ray le 3 juillet 2018, ainsi qu'une édition limitée SteelBook 4K Ultra HD + Blu-ray le 28 juin 2023.
- Au Québec, le film est sorti en DVD le 17 avril 2012[1].

## Autour du film
- Un clin d’œil au premier film Mission impossible est fait après la poursuite dans la tempête de sable à Dubaï. Ethan dit aller chercher un ami (The Fog) et se rend face à un homme, ce dernier lui donne une cagoule. Il s'agit en fait de l'acteur allemand Andreas Wisniewski qui incarne le garde du corps de Max dans le premier film et qui donne également une cagoule à Ethan.
- Comme dans plusieurs films Pixar, Brad Bird glisse plusieurs références à A113. C'est l'inscription sur la bague de l'agent Hanaway. De plus, lors de l'explosion du Kremlin, nous pouvons très brièvement voir le numéro A113 inscrit sur la plaque d'immatriculation d'une voiture garée proche d'Ethan. Enfin, c'est le code de rendez-vous de l'évacuation d'urgence (Alpha 113) utilisé par Ethan à Moscou.

## SagaMission impossible
| Titre français                            | Année | Réalisateur           | Budget        | Total box-office |
| ----------------------------------------- | ----- | --------------------- | ------------- | ---------------- |
| Mission impossible                        | 1996  | Brian De Palma        | 78 000 000 $  | 457 696 359 $    |
| Mission impossible 2                      | 2000  | John Woo              | 125 000 000 $ | 546 388 105 $    |
| Mission impossible 3                      | 2006  | J. J. Abrams          | 150 000 000 $ | 397 850 012 $    |
| Mission impossible : Protocole Fantôme    | 2011  | Brad Bird             | 145 000 000 $ | 694 713 380 $    |
| Mission impossible : Rogue Nation         | 2015  | Christopher McQuarrie | 150 000 000 $ | 682 714 267 $    |
| Mission impossible : Fallout              | 2018  | Christopher McQuarrie | 178 000 000 $ | 791 107 538 $    |
| Mission impossible : Dead Reckoning       | 2023  | Christopher McQuarrie | 291 000 000 $ | 567 535 383 $    |
| Mission: Impossible - The Final Reckoning | 2025  | Christopher McQuarrie | 400 000 000 $ | 591 969 492 $    |